# Tisbury (Massachusetts)
Tisbury és una població dels Estats Units a l'estat de Massachusetts. Segons el cens del 2007 tenia 3.805 habitants.

## Demografia
Segons el cens del 2000, Tisbury tenia 3.755 habitants, 1.646 habitatges, i 902 famílies. La densitat de població era de 221 habitants/km².
Dels 1.646 habitatges en un 25,5% hi vivien nens de menys de 18 anys, en un 40,9% hi vivien parelles casades, en un 10,3% dones solteres, i en un 45,2% no eren unitats familiars. En el 36,7% dels habitatges hi vivien persones soles el 13,5% de les quals corresponia a persones de 65 anys o més que vivien soles. El nombre mitjà de persones vivint en cada habitatge era de 2,21 i el nombre mitjà de persones que vivien en cada família era de 2,92.
Per edats la població es repartia de la següent manera: un 21,5% tenia menys de 18 anys, un 5,5% entre 18 i 24, un 28,6% entre 25 i 44, un 26,5% de 45 a 60 i un 17,9% 65 anys o més.
L'edat mediana era de 42 anys. Per cada 100 dones de 18 o més anys hi havia 83,7 homes.
La renda mediana per habitatge era de 37.041 $ i la renda mediana per família de 53.051$. Els homes tenien una renda mediana de 38.452 $ mentre que les dones 29.034$. La renda per capita de la població era de 26.783$. Entorn del 7,7% de les famílies i el 12,2% de la població estaven per davall del llindar de pobresa.